# Яйце на Фаберже
Яйце на Фаберже се нарича всяко едно от 68-те  бижутерийни изделия, с формата на яйце, изработени от Петер Карл Фаберже и неговата компания за руските царе и частни колекционери, в периода 1885 – 1917 г.
Най-известни са петдесет и четири  от яйцата, наричани „императорски“, които са направени по поръчка на цар Александър III и Николай II като великденски подарък за техните съпруги и майка, 52 от тях са представени като великденски яйца.
Седем от яйцата са направени за московската фамилия Келч .